# Тафт (Флорида)
Тафт (енгл. Taft) насељено је место без административног статуса у америчкој савезној држави Флорида.

## Демографија
По попису из 2010. године број становника је 2.205, што је 267 (13,8%) становника више него 2000. године.
| Група             | 2000.         | 2010.         |
| Белци             | 1.448 (74,7%) | 1.249 (56,6%) |
| Афроамериканци    | 129 (6,7%)    | 197 (8,9%)    |
| Азијати           | 33 (1,7%)     | 52 (2,4%)     |
| Хиспаноамериканци | 298 (15,4%)   | 710 (32,2%)   |
| Укупно            | 1.938         | 2.205         |